# Podina
Podina (en serbe cyrillique : Подина) est un village de Serbie situé dans la municipalité de Žitorađa, district de Toplica. Au recensement de 2011, il comptait 709 habitants.
Podina est située sur les bords de la rivière Toplica.

## Démographie
| 1948 | 1953 | 1961 | 1971 | 1981 | 1991 | 2002 | 2011 |
| ---- | ---- | ---- | ---- | ---- | ---- | ---- | ---- |
| 734  | 791  | 842  | 832  | 820  | 830  | 798  | 709  |

|  |